# Sítios com fósseis de hominídeos de Sterkfontein, Swartkrans, Kromdraai e arredores
O Berço da Humanidade são os sítios com fósseis de hominídeos de Sterkfontein, Swartkrans, Kromdraai e arredores são um conjunto de sítios arqueológicos da África do Sul.
Está localizado a cerca de 50 km (31 milhas) a noroeste de Joanesburgo, na província de Gauteng. Declarado Patrimônio da Humanidade pela UNESCO em 1999, o local abriga a maior concentração conhecida de restos ancestrais humanos em qualquer lugar do mundo. O local ocupa atualmente 47 000 hectares (180 sq mi) e contém um complexo sistema de cavernas de calcário. O nome registrado do local na lista de Patrimônios Mundiais é Fossil Hominid Sites of South Africa.
De acordo com o South African Journal of Science, Bolt's Farm é o local onde os primeiros primatas foram descobertos. Bolt's Farm foi fortemente minerada para espeleotema (carbonato de cálcio de estalagmites, estalactites e flowstones) no final do século XIX e início do século XX.

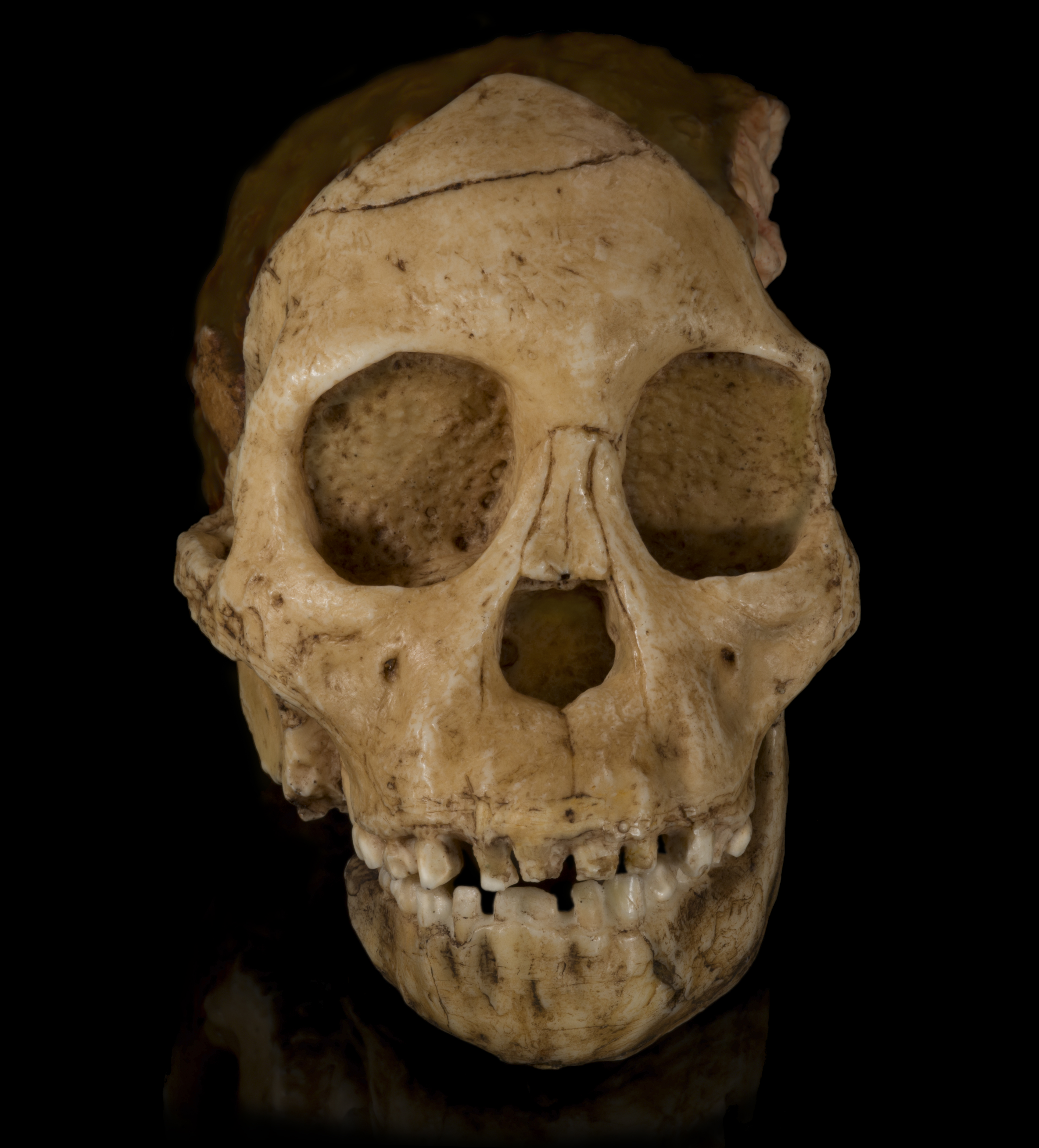
Australopithecus africanus (reconstrução)

As cavernas de Sterkfontein foram o local da descoberta de um fóssil de 2,3 milhões de anos de idade Australopithecus africanus (apelidado de "Mrs. Ples"), encontrado em 1947 por Robert Broom e John T. Robinson. A descoberta ajudou a corroborar a descoberta de 1924 por Raymond Dart do crânio juvenil do Australopithecus africanus conhecido como "Taung Child" em Taung, na província do noroeste da África do Sul, onde as escavações ainda continuam.
Perto dali, mas não no local, o sistema de cavernas da estrela nascente contém a Câmara Dinaledi (câmara de estrelas), na qual foram descobertos quinze esqueletos fósseis de uma espécie extinta de hominídeo, provisoriamente chamada de Homo naledi.
Só Sterkfontein produziu mais de um terço dos primeiros fósseis de hominídeos encontrados antes de 2010. A Câmara Dinaledi contém mais de 1 500 fósseis de H. naledi, a descoberta mais extensa de uma única espécie de hominídeo já encontrada na África.

## Etimologia
O nome Berço da Humanidade reflete o fato de que o local produziu um número substancialmente grande de fósseis de hominídeos, alguns dos mais antigos já encontrados, datando de 3,5 milhões de anos atrás.

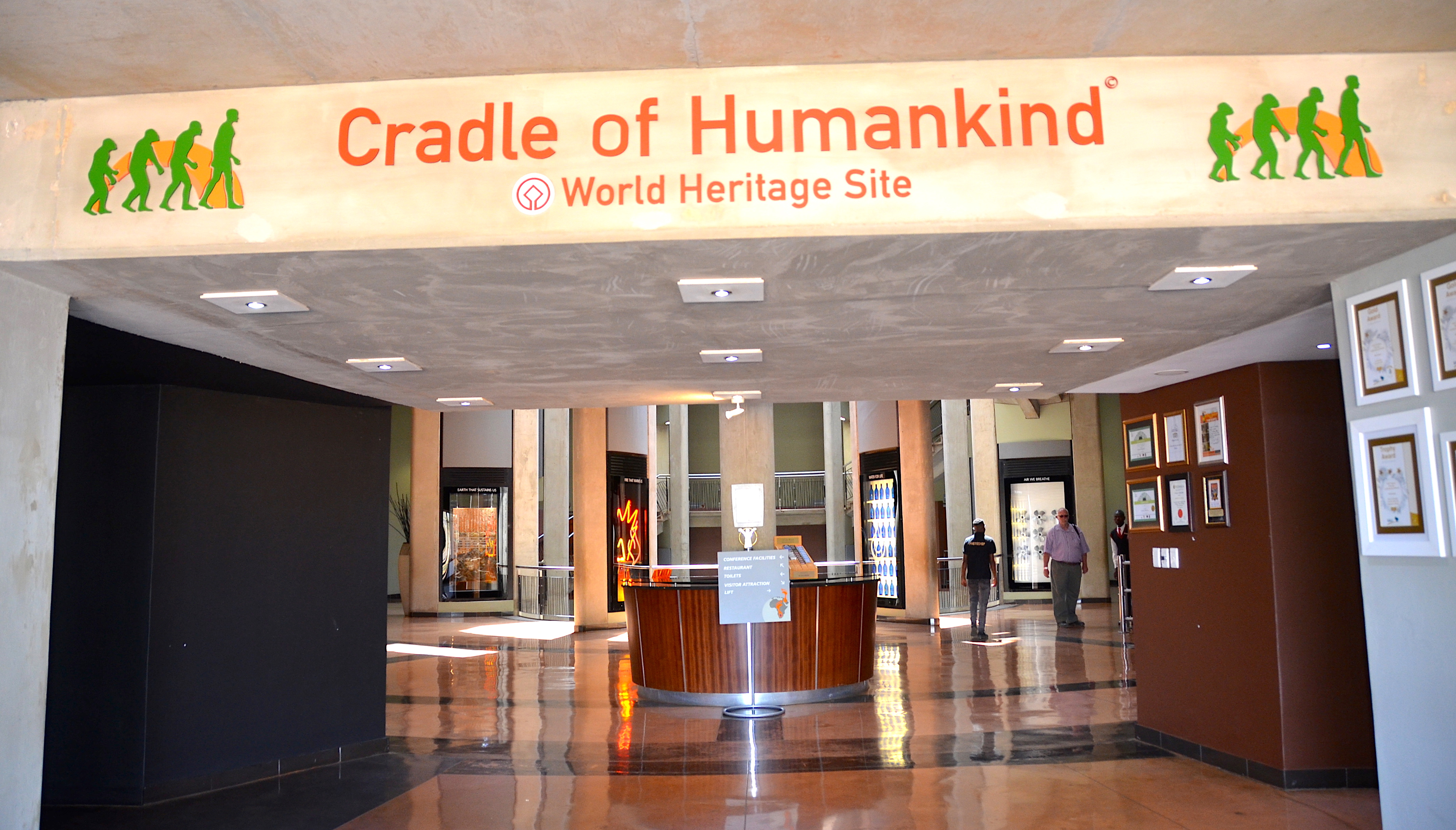
Centro de Visitantes Maropeng

## Contexto geológico

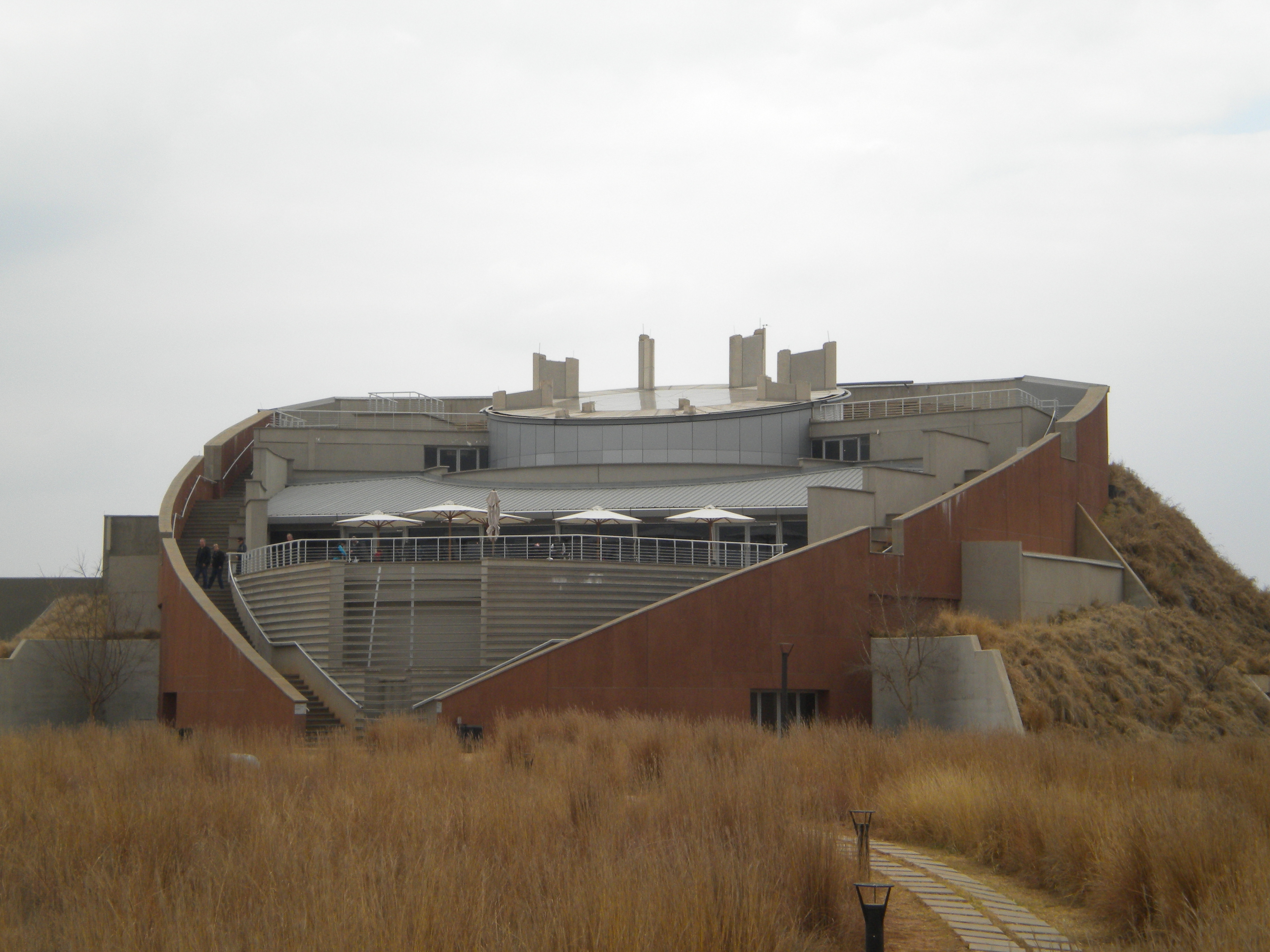
Um sítio protegido da África do Sul.

Os restos de hominídeos que fossilizaram ao longo do tempo no Berço da Humanidade são encontrados em cavernas dolomíticas, e muitas vezes estão envoltos em uma mistura de calcário e outros sedimentos chamados breccia. Os primeiros hominídeos podem ter vivido em toda a África, mas seus restos mortais são encontrados apenas em locais onde as condições permitiram a formação e preservação de fósseis.

## Localização
| Sítio                                           | Localidade                        | Lat./Long.                | Inscrição |
| ----------------------------------------------- | --------------------------------- | ------------------------- | --------- |
| Sterkfontein, Swartkrans, Kromdraai e arredores | Krugersdorp, Gauteng              | 25º 55' 45"S 27º 47' 20"E | 1999      |
| Vale de Makapan                                 | Mokopane (Potgietersrus), Limpopo | 24º 9' 31"S 29º 10' 37"E  | 2005      |
| Sítio Fóssil do Crânio de Taung                 | Taung, Noroeste                   | 27º 37' 10"S 24º 37' 59"E | 2005      |